# Parcs provinciaux de l'Alberta

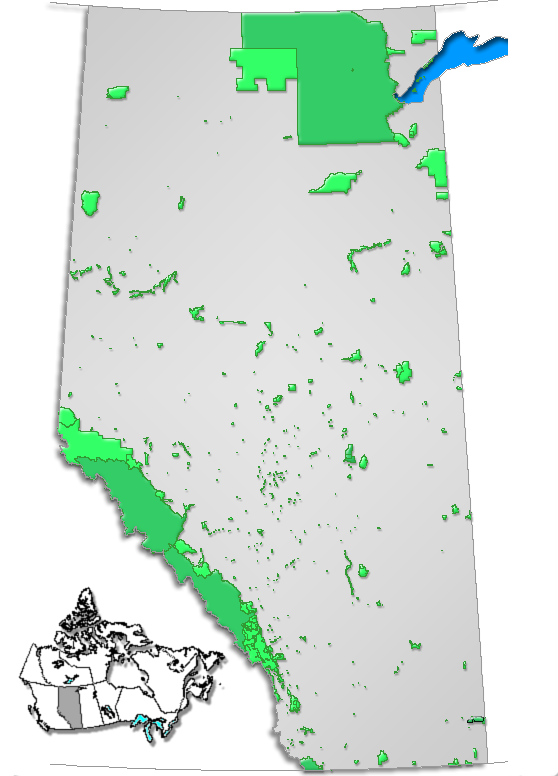
Parcs nationaux et provinciaux de l'Alberta

Les parcs provinciaux de l'Alberta sont gérés par le ministère du Tourisme, des Parcs, des Loisirs et de la Culture qui est mandaté pour protéger les paysages naturels. Le gouvernement a divisé ces aires en sept catégories :
- Réserves écologiques
- Aires sauvages
- Parcs provinciaux sauvages
- Parcs provinciaux
- Aires naturelles
- « Heritage rangelands »
- Aires de loisir provinciales

La province de l'Alberta contient 74 parcs provinciaux, 33 parcs provinciaux sauvages, 230 aires de loisir provinciales, 16 réserves écologique, 3 aires sauvages, 145 aires naturelles et un « heritage rangeland. » Bien que ces espaces soient sous la responsabilité du gouvernement d'Alberta, des compagnies privées ont été contractées pour prendre en charge certaines opérations dans plusieurs parcs (par exemple, la maintenance et les terrains de camping).

## Parcs provinciaux
| Parcs provinciaux       | Constitution       | Superficie km2 | District municipal                                         |
| ----------------------- | ------------------ | -------------- | ---------------------------------------------------------- |
| Antelope Hill           | 4 décembre, 2014   | 3,80           | Aire spéciale no 2                                         |
| Aspen Beach             | 21 novembre, 1932  | 2,14           | Comté de Lacombe                                           |
| Beauvais Lake           | 1er février, 1954  | 11,61          | Pincher Creek no 9                                         |
| Big Hill Springs        | 22 novembre, 1957  | 0,32           | Comté de Rocky View                                        |
| Big Knife               | 2 octobre, 1962    | 2,95           | Comté de Paintearth No 18                                  |
| Bow Valley              | 27 juillet, 1959   | 31,29          | Bighorn no 8                                               |
| Bragg Creek             | 19 janvier, 1960   | 1,28           |                                                            |
| Brown-Lowery            | 29 octobre, 1992   | 2,78           |                                                            |
| Calling Lake            | 20 juillet, 1971   | 7,38           |                                                            |
| Canmore Nordic Centre   | 1988               | 8,05           | District d'amélioration de Kananaskis Canmore              |
| Carson-Pegasus          | 19 mai, 1982       | 12,10          |                                                            |
| Castle                  | 17 février, 2017   | 255,01         | Pincher Creek no 9                                         |
| Chain Lakes             | 23 décembre, 1969  | 4,09           |                                                            |
| Cold Lake               | 18 août, 1976      | 58,49          |                                                            |
| Crimson Lake            | 22 novembre, 1955  | 32,08          |                                                            |
| Cross Lake              | 22 novembre, 1955  | 20,76          |                                                            |
| Crow Lake               |                    | 7,86           |                                                            |
| Cypress Hills           | 1951               | 204,51         | Comté de Cypress                                           |
| Dillberry Lake          | 8 janvier, 1957    | 12,05          | Wainwright no 61                                           |
| Dinosaur                | 27 juin, 1955      | 80,86          | Comté de Newell Aire spéciale no 2                         |
| Dry Island Buffalo Jump | 15 décembre, 1970  | 15,98          | comté de Kneehill Comté de Starland Comté de Stettler no 6 |
| Dunvegan                | 21 mai, 1992       | 0,09           | Fairview no 136                                            |
| Eagle Point             | 29 août, 2007      | 19,62          |                                                            |
| Fish Creek              | 10 juin, 1975      | 13,56          | Calgary                                                    |
| Garner Lake             | 14 juillet, 1953   | 0,74           |                                                            |
| Glenbow Ranch           | 17 avril, 2008     | 13,34          | Comté de Rocky View Calgary                                |
| Gooseberry Lake         | 21 novembre, 1932  | 0,52           |                                                            |
| Greene Valley           | 6 juin, 2000       | 31,31          | Comté de Northern Sunrise                                  |
| Gregoire Lake           | 21 octobre, 1969   | 6,96           | Wood Buffalo                                               |
| Hilliard's Bay          | 24 octobre 1978    | 23,23          |                                                            |
| Jarvis Bay              | 8 juillet, 1965    | 0,86           |                                                            |
| Kinbrook Island         | 14 novembre, 1951  | 5,40           |                                                            |
| Lakeland                | 16 janvier, 1992   | 147,01         |                                                            |
| Lesser Slave Lake       |                    | 76,17          |                                                            |
| Little Bow              | 20 janvier, 1954   | 1,10           |                                                            |
| Little Fish Lake        | 8 avril, 1957      | 0,61           |                                                            |
| Lois Hole Centennial    | 19 avril, 2005     | 14,21          |                                                            |
| Long Lake               | 25 mars, 1957      | 7,64           |                                                            |
| Midland                 | 9 juin, 1979       | 5,99           | Drumheller Comté de Starland                               |
| Miquelon Lake           | 20 mai, 1958       | 12,99          |                                                            |
| Moonshine Lake          | 21 avril, 1959     | 11,03          | Comté de Saddle Hills                                      |
| Moose Lake              | 19 avril, 1967     | 7,35           | Bonnyville no 87                                           |
| Notikewin               | 20 novembre, 1979  | 96,97          |                                                            |
| Obed Lake               | 2000               | 34,02          |                                                            |
| O'Brien                 | 29 juin, 1954      | 0,65           |                                                            |
| Park Lake               | 21 novembre, 1932  | 2,24           |                                                            |
| Pembina River           | 21 septembre, 1953 | 1,67           |                                                            |
| Peter Lougheed          | 7 octobre, 1977    | 501,42         | District d'amélioration de Kananaskis                      |
| Pierre Grey's Lakes     |                    | 6,32           |                                                            |
| Pigeon Lake             | 26 mai, 1967       | 4,43           |                                                            |
| Police Outpost          | 21 avril 1970      | 2,23           | Comté de Cardston                                          |
| Queen Elizabeth         | 1er mars, 1956     | 0,86           |                                                            |
| Ram Falls               |                    | 4,10           |                                                            |
| Red Lodge               | 7 mai, 1951        | 1,29           |                                                            |
| Rochon Sands            | 8 janvier, 1957    | 1,19           | Comté de Stettler no 6                                     |
| Rock Lake               |                    | 32,37          |                                                            |
| Saskatoon Island        | 21 novembre, 1932  | 1,01           |                                                            |
| Sheep River             | 2001               | 61,91          | District d'amélioration de Kananaskis                      |
| Sir Winston Churchill   | 29 septembre, 1952 | 2,39           |                                                            |
| Spray Valley            | 1er décembre, 2000 | 274,71         | District d'amélioration de Kananaskis                      |
| Strathcona Science      | 12 décembre, 1979  | 1,09           |                                                            |
| Sundance                | 28 avril, 1999     | 37,11          | Comté de Yellowhead                                        |
| Sylvan Lake             | 16 janvier, 1980   | 0,85           |                                                            |
| Thunder Lake            | 28 janvier, 1958   | 2,08           |                                                            |
| Tillebrook              | 20 juillet, 1965   | 1,39           |                                                            |
| Two Lakes               |                    | 15,66          |                                                            |
| Vermilion               | 29 mai, 1953       | 7,59           |                                                            |
| Wabamun Lake            | 1955               | 2,31           |                                                            |
| Whitney Lakes           | 23 juin, 1982      | 14,89          |                                                            |
| William A. Switzer      | 22 décembre, 1958  | 61,23          | Comté de Yellowhead                                        |
| Williamson              | 7 novembre, 1960   | 0,17           |                                                            |
| Willow Creek            | 10 décembre, 1957  | 1,08           |                                                            |
| Winagami Lake           | 13 novembre, 1956  | 65,42          |                                                            |
| Woolford                | 1957               | 0,35           |                                                            |
| Writing-on-Stone        | 8 janvier, 1957    | 17,18          | Comté de Warner no 5                                       |
| Wyndham-Carseland       | 2 mai, 1979        | 1,78           |                                                            |
| Young's Point           | 3 août, 1971       | 30,72          |                                                            |

## Parcs sauvages
| Parcs provinciaux                | Constitution | Superficie km² |
| -------------------------------- | ------------ | -------------- |
| Birch Mountains                  |              | 1445,05        |
| Bluerock Wildland                |              | 127,20         |
| Bob Creek Wildland               |              | 207,78         |
| Bow Valley                       | 1998         | 373,70         |
| Brazeau Canyon Wildland          |              | 50,39          |
| Caribou Mountains                |              | 5910,08        |
| Castle                           | 2017         | 796,78         |
| Chinchaga Wildland               |              | 802,70         |
| Colin-Cornwall Lakes Wildland    |              | 704,28         |
| Don Getty                        | 2001         | 627,75         |
| Dunvegan West Wildland           |              | 209,68         |
| Elbow-Sheep Wildland             |              | 799,98         |
| Fidler-Greywillow Wildland       |              | 65,21          |
| Fort Assiniboine Wildland        |              | 79,03          |
| Gipsy Lake Wildland              |              | 357,66         |
| Grand Rapids Wildland            |              | 263,32         |
| Grizzly Ridge Wildland           |              | 107,06         |
| Hay-Zama Lakes Wildland          |              | 486,00         |
| Hubert Lake Wildland             |              | 96,65          |
| Kakwa                            | 1996         | 649,28         |
| La Biche River Wildland          |              | 173,14         |
| La Butte Creek Wildland          |              | 181,47         |
| Lesser Slave Lake Wildland       |              | 35,81          |
| Marguerite River Wildland        |              | 1963,02        |
| Maybelle River Wildland          |              | 153,09         |
| Otter-Orloff Lakes Wildland      |              | 69,48          |
| Peace River Wildland             |              | 245,63         |
| Richardson River Dunes Wildland  |              | 320,33         |
| Rock Lake–Solomon Creek Wildland |              | 315,82         |
| Stony Mountain Wildland          |              | 139,74         |
| Whitemud Falls Wildland          |              | 38,42          |
| Whitehorse Wildland              |              | 173,26         |
| Willmore Wilderness              |              | 4596,71        |
| Winagami Wildland                |              | 126,67         |

## Réserves écologiques
| Réserve écologique        | Constitution | Superficie km2 | Catégorie de l'UICN |
| ------------------------- | ------------ | -------------- | ------------------- |
| Athabasca Dunes           |              | 37,70          |                     |
| Crow Lake                 |              | 9,38           |                     |
| Egg Island                |              | 0,003          |                     |
| Goose Mountain            |              | 12,46          |                     |
| Hand Hills                |              | 22,29          |                     |
| Holmes Crossing Sandhills |              | 19,83          |                     |
| Kennedy Coulee            |              | 10,68          |                     |
| Kootenay Plains           |              | 34,39          |                     |
| Marshybank                |              | 8,30           |                     |
| Plateau Mountain          |              | 23,23          |                     |
| Rumsey                    |              | 34,32          |                     |
| Silver Valley             |              | 18,05          |                     |
| Wainwright Dunes          |              | 28,21          |                     |
| West Castle Wetlands      |              | 0,94           |                     |
| Whitemud Falls            |              | 8,65           |                     |

## Aires sauvages
| Aires sauvages | Constitution | Superficie km² |
| -------------- | ------------ | -------------- |
| Ghost River    | 1961         | 153,17         |
| Siffleur       | 1961         | 412,14         |
| White Goat     | 1961         | 444,57         |